# Март 2016 года

Список событий марта 2016 года.

## События
- 1 марта
  - В ходе президентских выборов в США состоялся «супервторник» — предварительный отбор кандидатов от двух основных партий. Республиканец Дональд Трамп и демократ Хиллари Клинтон упрочили своё лидерство в борьбе за выдвижение на пост президента США от своих партий[1][2][3].
  - США и Россия договорились создать систему для проведения операций против террористов в Сирии и соблюдением соглашения о прекращении огня[4].
  - В России в очередной раз продлили программу бесплатной приватизации жилья до 1 марта 2017 года[5] и программу льготной ипотеки до 1 января 2017 года[6].
- 2 марта
  - Генеральный директор Государственной корпорации по атомной энергии Росатом Сергей Кириенко рассказал о работах, проводимых Росатомом и Роскосмосом, с целью создания ядерной энергодвигательной установки, позволяющей долететь до Марса за полтора месяца[7].
  - Совет Безопасности ООН одобрил новые санкции против КНДР[8].
  - Уитфилд Диффи и Мартин Хеллман удостоены премии Тьюринга через 40 лет после публикации работы, заложившей основы широко применяемых сегодня систем шифрования[9].
  - В кинотеатрах по всему миру состоялся единственный показ концерта Imagine Dragons, снятый в туре в поддержку альбома «Smoke + Mirrors».
- 3 марта
  - Оппозиция Венесуэлы начала национальную кампанию по отставке президента Николаса Мадуро, которого оппозиция считает главным виновником серьезного экономического кризиса в стране[10].
  - В России сформирован новый состав Центральной избирательной комиссии[11].
  - В Холменколлене (Норвегия) начался чемпионат мира по биатлону[12].
- 4 марта
  - Полиция Бразилии задержала экс-президента Луиса Инасиу Лулу да Силву в рамках расследования предполагаемой коррупции в государственной нефтяной компании Petrobras[13].
  - Телескоп «Хаббл» обнаружил самую удалённую из всех обнаруженных галактик, получившую обозначение GN-z11[14].
  - Партия в защиту прав человека[англ.] во главе с Туилаэпа Саилеле Малиелегаои останется у власти на Самоа, одержав убедительную победу на состоявшихся всеобщих выборах[англ.][15].
- 5 марта
  - Парламентские выборы в Словакии[16].
  - Международный валютный фонд официально признал китайский юань международной резервной валютой, решение вступает в силу с 1 октября 2016 года[17].
- 6 марта
  - Первый тур президентских выборов в Бенине[18]. Во второй тур вышли: действующий премьер-министр Лионель Зинсу и независимый кандидат Патрис Талон[19].
- 7 марта
  - КНДР пригрозила нанести превентивный ядерный удар по США и Южной Корее в случае угрозы для безопасности страны[20].
- 8 марта
  - В Риге (Латвия) стартовал чемпионат Европы по борьбе[21].
- 9 марта
  - В должность президента Португалии вступил Марселу Ребелу Ди Соза[22].
- 10 марта
  - Украинские правоохранительные органы отпустили без всякого разбирательства лиц, напавших на российское посольство в Киеве с «коктейлями Молотова»[23].
  - Американский суд обязал власти Ирана выплатить семьям жертв терактов 11 сентября 2001 года компенсацию в размере более $10,5 млрд[24].
- 11 марта
  - Японские ученые обнаружили бактерии, разлагающие ПЭТ, используемый для производства пластиковых бутылок, на углекислый газ и воду[25].
  - Бывший узник Освенцима признан самым старым мужчиной планеты[26].
  - Лига арабских государств признала «Хезболла» террористической организацией[27].
  - Задержан крупный бизнесмен Белоруссии, один из спонсоров президента Белоруссии Александра Лукашенко, владелец группы компаний «Трайпл» Юрий Чиж[28].
- 12 марта
  - Компьютерная программа AlphaGo досрочно выиграла матч в го у профессионала девятого дана Ли Седоля[29].
- 13 марта
  - Нападение боевиков на туристов на пляже возле отеля «Etoile du Sud» в городе Гран-Басам в Кот-д’Ивуаре, в ходе которого погибли 16 человек[30].
  - Террористический акт в Анкаре, в результате которого погибли 37 человек, 122 человека ранены[31][32].
  - Региональные выборы в Германии показали падение популярности ХДС (победила только в одной земле из трёх). На первое место в Баден-Вюртемберге) вышла[нем.] партия «Зелёные». Также в провинции Саксония-Анхальт партия евроскептиков «Альтернатива для Германии» получила[нем.] 23 % голосов. СДПГ заняла[нем.] первое место в провинции Рейнланд-Пфальц[33].
  - Сборная России по спортивной борьбе выиграла неофициальный медальный зачёт на чемпионате Европы в Риге[34].
  - Около 3,3 миллиона человек вышли на улицы более двухсот бразильских городов — в рамках акции протеста против коррумпированного правительства и экономического кризиса. Среди требований — отставка президента Дилмы Русеф, правящей Партии трудящихся, а также арест бывшего президента, Луиса Игнасио Лулы да Сильва[35].
- 14 марта
  - В рамках программы «Аврора» с космодрома Байконур запущена марсианская орбитальная станция «ЭкзоМарс» для поиска следов жизни[36].
  - Президент России В. В. Путин приказал начать вывод основных сил РФ из Сирии с 15 марта[37].
  - Парламент Мьянмы избрал президентом страны Тхин Чжо[38].
- 15 марта
  - Россия начала вывод воинской группировки из Сирии[39].
- 16 марта
  - На Кубе подтверждён первый случай заражения лихорадкой Зика[40].
  - Обама подписал указ о введении новых санкций против КНДР[41].
  - В Пастасе (Эквадор) разбился военный самолёт, погибли 22 пассажира[42].
- 17 марта
  - США обвинили «Исламское государство» в геноциде[43].
  - В посёлок Плеханово Тульской области были направлены около пятисот полицейских, в том числе бойцов ОМОНа и СОБРа из-за конфликта цыганской общины с местной администрацией[44].
  - Сирийские курды объявили о создании региона «Рожава»[45].
- 18 марта
  - Канада расширила санкции против России, включив в санкционный список ещё 2 физических и 10 юридических лиц[46].
- 19 марта
  - В результате крушения Boeing 737 в Ростове-на-Дону погибли 62 человека[47].
  - Завершился розыгрыш Кубка шести наций по регби, победителем стала сборная Англии[48].
  - Турецкий сухогруз «Лира» под флагом Панамы задел опоры строящегося моста в Керченском проливе[49].
- 20 марта
  - Внеочередные парламентские выборы в Казахстане[50].
  - Президентские выборы в Конго[англ.][51]. Действующий президент Дени Сассу-Нгессо переизбран на новый семилетний срок[52].
  - Парламентские выборы в Лаосе[53].
  - Президентские выборы в Бенине (второй тур)[54]. Победу одержал независимый кандидат Патрис Талон[55].
  - Второй тур президентских выборов[англ.] в Нигере[56].
  - По результатам парламентских выборов в Кабо-Верде впервые с 2001 года оппозиция пришла к власти[57].
  - Президент США Барак Обама впервые с 1928 года посетил Кубу[58].
- 21 марта
  - Комета 252P/LINEAR прошла на расстоянии 5,4 млн км от Земли со стороны Южного полюса[59].
- 22 марта
  - Взрывы в брюссельском аэропорту и брюссельском метрополитене на станции Малбек. Погибли 38 человек (35 жертв, 3 преступника), более 340 ранены. Ответственность за произошедшее взяла на себя организация «Исламское государство»[60][61][62][63].
  - Суд признал Надежду Савченко виновной в убийстве журналистов ВГТРК и приговорил к 22 годам заключения[64].
  - Законодательное собрание Севастополя отправило в отставку спикера парламента Алексея Чалого[65].
  - Украинский журналист Георгий Гонгадзе похоронен в Киеве, спустя 16 лет после убийства[66].
  - Международный уголовный суд признал экс-вице-президента Демократической Республики Конго Жан Пьер Бемба виновным в военных преступлениях[67].
  - Комета P/2016 BA14 прошла на расстоянии 3,5 млн км от Земли. Это вторая по расстоянию от Земли комета в истории наблюдательной астрономии. Ближайшая к Земле комета D/1770 L1 прошла 1 июля 1770 года на расстоянии 2,2 млн км от Земли[59].
- 24 марта
  - Международный трибунал по бывшей Югославии приговорил экс-лидера боснийских сербов Радована Караджича к 40 годам тюремного заключения за геноцид и военные преступления в ходе боснийской войны в 1990-е годы[68].
  - На востоке Украины возобновились боевые действия в промышленной зоне близ Авдеевки[69].
- 26 марта
  - Сирийская армия освободила Пальмиру от террористов ИГ[70].
  - На пресс-конференции в Японском аэрокосмическом агентстве JAXA сообщили, что внезапно была потеряна связь и управление с космической рентгеновской обсерваторией Astro-H, запущенной 17 февраля 2016 года с японского космодрома Tanegashima Space Center[71][72].
- 27 марта
  - В Лахоре (Пакистан, провинция Пенджаб) террорист-смертник подорвал себя. Погибли 72 человека, свыше 300 ранены[73].
- 29 марта
  - Пассажир самолёта Airbus A320 авиакомпании EgyptAir зашёл в кабину пилотов самолета и объявил о захвате лайнера. По требованию захватчика пилоты взяли курс на Кипр и совершили посадку в аэропорту Ларнаки, спустя более чем пять часов после приземления самолёт покинули все пассажиры и члены экипажа; захватчик был арестован[74].
  - США в лице компании Millennium Challenge Corporation приостановило финансовую помощь Танзании из-за спорных президентских выборов на полуавтономном архипелаге Занзибар[75][76].
- 30 марта
  - Минюст России исключил движение «СтопХам» из госреестра юридических лиц за «грубые нарушения законодательства»[77].
  - Аун Сан Су Чжи возглавила четыре министерства в правительстве Мьянмы[78].
- 31 марта
  - Сербский националист, бывший лидер СРП Воислав Шешель полностью оправдан Международным трибуналом по бывшей Югославии[79].
  - Задержан Альпарслан Челик, взявший ответственность за убийство пилота Су-24[80][81].
  - В Вашингтоне открылся саммит по ядерной безопасности[82].
  - Один из лидеров радикальной группировки «Аш-Шабаб» Хасан Али Дхуре был ликвидирован в результате удара беспилотника ВВС США в Сомали[83].